# Elizabeth Dussauze
Elizabeth Dussauze, « Lisbeth », alias Dominique Erard, est une résistante française, née à Londres, le 29 décembre 1914, morte dans le 1er arrondissement de Paris le 29 décembre 1983.

## Biographie

### Famille
Elizabeth Dussauze est issue d'une famille strictement protestante ; son père chargé des journaux spéciaux de l'agence Havas à Londres a été tué sur la Marne en 1915. Son frère aîné, Paul Dussauze, militant de Combat Zone Nord, est guillotiné à Cologne, le 7 janvier 1944.

### Avant-guerre
Avant la guerre, elle voyage dans tous les pays d'Europe, en particulier l'Allemagne hitlérienne. Elle parle couramment l'anglais et l'allemand. Ayant passé son doctorat en droit avec une thèse intitulée L'état et les ententes industrielles (1938), elle devient chargée des relations extérieures de l'Union des Industries Métallurgiques et Minières, 33, avenue Hoche à Paris.

### Combat Zone Nord
Pendant la guerre, elle fait partie de la Résistance, dans le Groupe Ricou : Elizabeth et Paul Dussauze sont des amis de Tony Ricou. À l'UIMM, Elizabeth recrute sa secrétaire, Marthe Delpirou, et son traducteur, Philippe Le Forsonney. L'équipe se réunit chez Tony Ricou, 80 rue Spontini (XVIe)
Surintendante-conseil à l'UIMM, Anne-Marie Boumier est aussi déléguée technique à l'école des surintendantes d'usine où Jane Sivadon anime un noyau très actif sous la direction de Robert Guédon. Elizabeth Dussauze (Lisbeth) amène ses amis au groupe Guédon. Très vite, elle y prend une place méritée par son énergie et son dynamisme. Lors de la réorganisation de Combat Zone Nord (janvier 1942), elle est membre du comité directeur.

### Arrestation - Condamnation - Captivité
Dans la nuit du 3 au 4 février 1942, elle est arrêtée par la Geheime Feldpolizei. Emprisonnée à la prison de La Santé, elle est interrogée cinq ou six fois à l'hôtel Cayré, boulevard Raspail.
En vertu du décret Nacht und Nebel, elle est déportée à la prison de Sarrebruck. Au petit matin, à peine arrivée, elle est interrogée debout, jusqu'au soir, par des sbires de la Gestapo. Le 12 octobre 1943, Lisbeth est condamnée à mort, le premier jour du procès de Combat Zone Nord, en même temps que son frère Paul, Jane Sivadon, Tony Ricou, Charles Le Gualès de la Villeneuve et André Noël. 
Le 2 novembre 1943, elle est mise aux fers, à la prison de Cologne, avec les autres condamnées à mort (Jane Sivadon, Odile Kienlen, Hélène Vautrin, Marietta Martin-Le-Dieu et Gilberte Bonneau du Martray). Au bout de quatre mois, l'exécution de la condamnation est suspendue ; on explique bien qu'il ne s'agit nullement d'une grâce, la guillotine est simplement « remise à plus tard ». Marietta Martin-Le-Dieu est transférée à Francfort-sur-le-Main où elle mourra. 
Le 9 mars 1944,  transfert au bagne de Lübeck où sont déjà les camarades condamnées à des peines de prison à temps. 
- Restées à Lubeck tandis que les autres sont envoyées à Cottbus, Lisbeth et Hélène Vautrin sont transférées au bagne de Jauer, Haute-Silésie (Jawor en Pologne) dont le régime extrêmement sévère est aggravé par l'indiscipline de Lisbeth.
- 22 janvier 1945 : Hélène Vautrin est envoyée à Ravensbrück où elle mourra peu après.
- 28 janvier 1945 : début de la marche à la mort, les bagnardes à demi mortes de faim et d'épuisement sont poussées sur la route, par un froid sibérien, pieds dans la neige.
- 29 janvier 1945 : Lizbeth s'évade, avec une agente du contre-espionnage militaire français, Madeleine Folzenlogel, comme elle jeune et robuste, parlant l'allemand. Une fois en sécurité dans cette région riche en camps de PG et de requis du STO complices, les deux  filles décident de réintégrer la colonne pour aider de leur mieux les camarades épuisées ou éclopées.
- 13 février : un train de voyageurs emporte les survivantes, sous les mitraillages alliés.
- 22 février : arrivée en gare d'Aichach ; les bagnardes sont bouclées dans la prison locale dont les gardiennes ne font pas de zèle.
- 28 avril 1945 : prise d'Aichach par la 101e Airborne. Lisbeth et ses amies s'emparent de l'infirmerie et d'un bureau où siègera une commission de détenues NN qui prend le contrôle de la prison. À la demande des Américains, la commission organise le retour des politiques.
- 30 mai 1945 : Lisbeth, Madeleine Folzenlogel et Jane Darbois rentrent en France.
- Des condamnées du procès de Combat Zone Nord, seules ont survécu Jeanne Sivadon (ESU), Elizabeth Dussauze, Anne-Marie Boumier (ESU), Gilberte Lindemann, Marcelle Villaine, Denise Lauvergnat (ESU) et Maguy Perrier.

### Après-guerre
- Elizabeth entre au Commissariat au Tourisme dirigé par Henri Ingrand, ancien de Combat Zone Nord, dont elle deviendra l'épouse. Ensuite, traduction de livres d'économie. Enfin, entrée à l'UNESCO.

## Distinctions
- Commandeur de la Légion d'honneur
- Croix de guerre 1939-1945
- Médaille de la Résistance française avec rosette (décret du 24 avril 1946)[3].